# Президиум на Народното събрание на Народна република България
Президиумът на Народното събрание на Народна република България (съкратена форма: Президиумът на НС на НРБ) е висш постоянно действащ орган на държавната власт в Народна република България в периода 9 декември 1947 – 18 май 1971 г.

## Функции
Основната функция на Президиума е да извършва законодателната дейност във времето между няколкото краткотрайни сесии на Народното събрание. Той изготвя законодателни актове, които се утвърждават с гласуване ан блок и без обсъждания по време на сесиите на парламента. В същото време Президиумът е изцяло подчинен на Политбюро и Секретариата на ЦК на БКП, като често той чисто формално утвърждава изпратени му от тях документи.
Според Димитровската конституция, и следвайки плътно установения в Съветския съюз модел, Народна република България няма държавен глава. Повечето от функциите, изпълнявани днес от президента на Република България, се осъществяват от постоянно действащ колективен орган, избиран от парламента, наречен Президиум на Народното събрание. Някои от неговите функции, които не могат да се осъществят практически от група хора, например приемане на акредитивни писма на чужди посланици, са делегирани на председателя на Президиума. По конституция обаче председателят на Президиума няма никакви правомощия, а в рамките на колективния орган е само така да се каже пръв сред равни.
Влиянието на заемалите поста Председател на Президиума на НС е ограничена. Този пост са заемали членове на висшето партийно ръководство, които обаче не са най-влиятелните. На поста председател на Президиума започва да се отдава по-голямо внимание в годините след смъртта на Сталин, но не личи, че поста придобива по-голямо политическо влияние.
Президиума на НС има двама подпредседатели, които по-късно биват наречени „зам.-председатели“. През по-голямата част подпредседателските места се заемат от представители на казионните организации.
Много важна е длъжността на секретаря на Президиума на НС, който контролира окончателната редакция на подписваните документи. Поради последното на този пост са избирани опитни юристи без политическа тежест.

## Състав[2]

### След I Съвет на Президиума на НС, 9 декември 1947
- Председател на Президиума на НС на НРБ: Минчо Нейчев.[3]
- Подпредседател на Президиума на НС на НРБ (2): Димитър Нейков, Кирил Клисурски; от 9 февруари 1948 – Петър Попиванов.[3]
- Членове на Президиума на НС на НРБ (14): Атанас Мирчев, Георги Цанков, Добри Бодуров, Екатерина Аврамова, Живко Живков, Иван Ников Гутов, Иван Пашов, Йордан П. Иванов, Кръстю Стойчев, Пеко Таков, Рачо Ангелов, Тодор Павлов, Христо Лилков; до 2 февруари 1948 – Петър Попиванов; от 9 февриари 1948 – Никола Иванов.[3]
- Секретари на Президиума на НС на НРБ (1): до 11 февруари 1949 – Йордан Чобанов; от 11 февруари 1949 – Дамян Попхристов,[3]

### След II Съвет на Президиума на НС, 20 януари 1950
- Председател на Президиума на НС на НРБ: Минчо Нейчев; от 27 май 1950 – Георги Дамянов.
- Подпредседател на Президиума на НС на НРБ (2): Кирил Клисурски, Пеко Таков.
- Членове на Президиума на НС на НРБ (12): Власи Власковски, Георги Караславов, Георги Костов, Георги Кулишев, Георги М. Добрев, Гочо Грозев, Иван Чонос, Николай Георгиев, Пенчо Костурков, Петър Попиванов, Рачо Ангелов, Тодор Павлов.
- Секретари на Президиума на НС на НРБ (1): Минчо Минчев.

### След III Съвет на Президиума на НС, 10 януари 1954
- Председател на Президиума на НС на НРБ: Георги Дамянов.[4]
- Подпредседател на Президиума на НС на НРБ (2): Кирил Клисурски, Георги Кулишев.[4]
- Членове на Президиума на НС на НРБ (18): Георги Караславов, Георги Костов, Георги Кулишев, Георги Наджаков, Димитър Памуков, Жечка Жечева, Иван Пашов, Илия Киряков, Йордан Гюлемезов, Крум Димитров, Пенчо Костурков, Раденко Видински, Тодор Живков, Тодор Прахов, Тодор Я. Тодоров, Христо Калайджиев; до 2 ноември 1954 – Алексей Рафаилов, Димитър Димов (от 1 януари 1957 (2-ри мандат)).[4]
- Секретари на Президиума на НС на НРБ (1): Минчо Минчев.[4]

### След IV Съвет на Президиума на НС, 15 януари 1958
- Председател на Президиума на НС на НРБ: до 28 ноември 1958 – Георги Дамянов; от 1 декември 1958 – Димитър Ганев.[5]
- Подпредседател на Президиума на НС на НРБ (2): Георги Кулишев, Николай Иванов.[5]
- Членове на Президиума на НС на НРБ (15): Алексей Рафаилов, Георги Караславов, Гочо Грозев, Димитър Димов, Енчо Стайков, Йордан Гюлемезов, Крум Димитров, Никола Йорданов, Пенчо Костурков, Рада Балевска, Рада Тодорова, Тодор Живков, Тодор Прахов, Тодор Я. Тодоров, Христо Калайджиев.[5]
- Секретари на Президиума на НС на НРБ (1): Тачо Даскалов.[5]

### След V Съвет на Президиума на НС, 17 март 1962
- Председател на Президиума на НС на НРБ: до 20 април 1964 – Димитър Ганев; от 23 април 1964 – Георги Трайков.[6]
- Подпредседател на Президиума на НС на НРБ (2): Георги Кулишев, Николай Иванов.[6]
- Членове на Президиума на НС на НРБ (17): Алексей Рафаилов, Боян Българанов, Георги С. Георгиев, Гочо Грозев, Димитър Димов, Енчо Стайков, Кимон Георгиев, Рада Балевска, Рада Тодорова, Ради Найденов, Тачо Даскалов, Тодор Павлов, Тодор Прахов, Тодор Я. Тодоров; до 20 ноември 1962 – Тодор Живков; до 28 ноември 1962 – Пенчо Костурков; до 26 април 1964 – Христо Калайджиев; от 13 юни 1964 – Кирил Лазаров.[6]
- Секретари на Президиума на НС на НРБ (1): Апостол Колчев, Минчо Минчев.[6]

### След VI Съвет на Президиума на НС, 12 март 1966
- Председател на Президиума на НС на НРБ: Георги Трайков.
- Подпредседател на Президиума на НС на НРБ (2): Данчо Димитров (първи подпредседател), Георги Кулишев (подпредседател).
- Членове на Президиума на НС на НРБ: Алексей Рафаилов, Георги С. Георгиев, Димитър Димов, Енчо Стайков, Кимон Георгиев, Николай Г. Иванов, Рада Тодорова, Раденко Видински, Ради Найденов, Смирна (Роза) Коритарова, Тодор Павлов, Тодор Прахов, Тодор Я. Тодоров; до 2 януари 1967 – Иван Кинов; от 16 юни 1967 – Боян Българанов.
- Секретари на Президиума на НС на НРБ (1): Минчо Минчев